# Роговський Володимир Михайлович
Володи́мир Миха́йлович Рого́вський — полковник медичної служби Збройних сил України, ангіохірург вищої категорії.
Начальник клініки Національного військово-медичного клінічного центру «Головний військовий клінічний госпіталь». Оперував у Харкові поранених вояків, котрі зазнали вибухових травм, у тому числі з відторгненнями кінцівок.

## Нагороди
За особисту мужність, сумлінне та бездоганне служіння Українському народові, зразкове виконання військового обов'язку відзначений — нагороджений
- 10 жовтня 2015 року — почесним званням «Заслужений лікар України».